# Zhouning
Förväxla ej med häradet Shouning som gränsar till Zhouning i norr
Zhouning är ett härad inom staden Ningde i provinsen Fujian i sydöstra Kina.
Zhouning är indelat i sex köpingar och tre socknar.
Köpingar (zhen):

- Chunchi (纯池镇)
- Lidun (李墩镇)
- Puyuan (浦源镇)
- Qibu (七步镇)
- Shicheng (狮城镇)
- Xiancun (咸村镇)

Socknar (xiang):

- Limen (礼门乡)
- Makeng (玛坑乡)
- Siqiao (泗桥乡)